# Yashlatz
Yashlatz (en hebreo: ישל"צ) es un acrónimo que significa: Yeshivá de Jerusalén para adolescentes. Yashlatz es una escuela secundaria religiosa nacional y una yeshivá que está ubicada en la ciudad de Jerusalén, en el Estado de Israel. El instituto fue fundado en 1964 por el Rabino Yaakov Filber, quien fue uno de los principales estudiantes del Rabino Tzvi Yehuda HaCohen Kook, para servir como una institución para los adolescentes de la comunidad Merkaz Harav.
Yashlatz está considerada como una de las principales escuelas secundarias de Eretz Israel, tanto en sus estándares religiosos como educativos; y sirve como una institución para los adolescentes de la comunidad de la Yeshivá Merkaz Harav. Yashlatz se convirtió en una institución emblemática y ahora tiene aproximadamente 300 estudiantes matriculados en la yeshivá.
El 6 de marzo de 2008, un terrorista abrió fuego contra la Yeshivá Mercaz HaRav Kook, un edificio situado al lado de Yashlatz. Cinco estudiantes del instituto Yashlatz fueron asesinados en la biblioteca de la escuela, junto con tres estudiantes de la Yeshivá Mercaz Harav.
El director de la yeshivá es el Rabino Yerachamiel Weiss. Varios rabinos religiosos nacionales han estado enseñando allí, entre ellos el Rabino David Samson y el Rabino Haim Steiner.
Entre los graduados de Yashlatz más famosos se encuentran el Rabino Yaakov Shapira (el actual jefe de la Yeshivá Mercaz HaRav), el Rabino Mordechai Elon, el antiguo jefe y líder de Yeshivat HaKotel, el Rabino Eliezer Melamed, el Rabino Shmuel Eliyahu (el rabino jefe de Safed) y el Coronel Dror Weinberg (el comandante del batallón Netzah Yehuda de las FDI), que murió en combate en una emboscada en Hebrón en el año 2002.